# José Luis Puerto
José Luis Puerto (La Alberca, 1953) es un poeta, traductor y editor español. Premio Castilla y León de las Letras (2018).

## Biografía
Estudió Filología Románica en la Universidad de Salamanca. Realizó el servicio militar en Pontevedra y Orense. Fue secretario del poeta Rafael Alberti en los cursos de verano de El Escorial (Universidad Complutense). Actualmente está jubilado, pero desempeñó la docencia como catedrático de Lengua y Literatura en los I.E.S. Legio VII y Lancia en la ciudad de León. Antes de esto, fue profesor en Sevilla y Segovia.
Ha participado como conferenciante o como recitador de su obra en importantes instituciones, como los cursos de verano de El Escorial (de la Universidad Complutense) o el Círculo de Bellas Artes de Madrid. 
Colabora con frecuencia en revistas y publicaciones literarias con trabajos de creación y críticos sobre San Juan de la Cruz, Fray Luis de León, Leopoldo Alas "Clarín", María Teresa León, Eugenio de Nora, José Ángel Valente, Antonio Gamoneda, Antonio Colinas, José Jiménez Lozano, etc.

## Poética y poesía
Jesús Bregante, en el Diccionario Espasa Literatura Española (Madrid: 2003): "Poeta. Profesor. Catedrático de Lengua y Literatura y etnógrafo, en sus versos ... se aprecia una obsesión central por el tiempo, entendido, según sus propias palabras, como "el verdadero texto humano"; y en ese 'texto' se presenta como momento esencial del recuerdo, y de la construcción de la propia vida, la infancia. Su poesía, que a veces contempla la realidad directamente y otras a través del arte, es un ejercicio de memoria, aunque a lo largo de los diferentes libros ha ido convirtiéndose en un poeta más meditativo, concibiendo la poesía como un instrumento de reflexión e interpretación del mundo, y reduciendo al máximo los elementos narrativos o descriptivos. En los últimos años su poesía ha adquirido un cierto carácter hímnico, elegíaco, donde el canto al instante ha sustituido casi definitivamente al recuerdo de lo perdido. Asimismo, en ella se canta ascéticamente el retiro y la renuncia, resultado amargo de esa alegría que poco a poco va contemplándose con nostalgia." (p. 765)
Según el catálogo Escritores de Castilla y León (Valladolid: 2006), en la obra poética de Puerto (que está marcada por su obsesión por el tiempo, la memoria y el arte) se advierte la afinidad con los planteamientos poéticos de Paul Celan, José Ángel Valente, Antonio Colinas o Claudio Rodríguez.
Obra poética:
- El tiempo que nos teje (1982)
- Un jardín al olvido (1987) (accésit del premio Adonais 1986)
- Paisaje de invierno (1993) (premio Ciudad de Segovia de poesía 1990)
- Estelas (1995)
- Señales (1997) (premio de poesía "Jaime Gil de Biedma")
- Las sílabas del mundo (1999)
- De la intemperie (2004)
- Memoria del jardín (Antología poética) (2006)
- Proteger las moradas (2008)
- Protecção das sílabas (2010). Antología poética bilingüe con traducciones al portugués de Manuel Silva-Terra.
- Trazar la salvaguarda (2012)
- Animalario. El jardín olvidado (2015)
- Abecevarios (2018)

Prosa de creación:
- Las cordilleras del alba (1991)
- El animal del tiempo (1999)
- Un bestiario de Alfranca (2008)
- La casa del alma (2015)

Antología de relato:
- Cronófagos. Devoradores de tiempo (2019). Incluye relatos de Tomás Sánchez Santiago, José Luis Puerto, Isabel Llanos, Bruno Marcos, Antonio Toribios, José Miguel López Astilleros, Eloy Rubio Carro, Mario Paz González y Alberto R. Torices.
- Ritual de la inocencia (Reino de Cordelia). Obra finalista del Premio de la Crítica de Castilla y León. [2]

## Director de publicaciones literarias
- En Segovia, codirigió la revista Encuentros, de la que aparecieron 22 números.

- Fundador y director de la colección poética Pavesas. Hojas de poesía, en la que han aparecido obras de, entre otros, Juan Ramón Jiménez, José Ángel Valente, Antonio Colinas, Aníbal Núñez o Carriedo; traducciones de Paul Celan, Mallarmé, John Keats, Tomlinson e ilustraciones de Eduardo Chillida, Antoni Tàpies, Antonio Saura...

- En León, funda y dirige la colección literaria Cuadernos del Noroeste, que ha publicado textos de Juan Ramón Jiménez, Antonio Colinas, Antonio Gamoneda, Jiménez Lozano, Verlaine y Guillermo Carnero.

- Funda y codirige la colección de arte y literatura Plástica & Palabra, editada por la Universidad de León y que ha publicado textos de Günter Brus, Lucebert y Valcárcel Medina.

## Traducciones
Se ha especializado en la traducción de poetas portugueses (Eugénio de Andrade, Jorge de Sena, José Bento, Herberto Hélder, Nuno Júdice, Al Berto).

## Premios
- 1986, Accésit del Premio Adonais de poesía por Un jardín al olvido.
- 1990, Premio Ciudad de Segovia de poesía por Paisaje de invierno.
- 1997, Premio Jaime Gil de Biedma de poesía por Señales [3]
- 2018, Premio Castilla y León de las Letras a toda su carrera.[1]